# Општина Турц (Сату Маре)
Турц (рум. Turţ) општина је у Румунији у округу Сату Маре.
Oпштина се налази на надморској висини од 191 m.